# Diospyros angulata
Diospyros angulata är en tvåhjärtbladig växtart som beskrevs av Jean Louis Marie Poiret. Diospyros angulata ingår i släktet Diospyros och familjen Ebenaceae. Inga underarter finns listade i Catalogue of Life.